# Antonow An-225
Die Antonow An-225 „Mrija“ (ukrainisch Антонов Ан-225 Мрія, deutsch „Traum“, NATO-Codename Cossack) war ein von O. K. Antonow in der Sowjetunion auf Basis des vierstrahligen Militärtransportflugzeuges Antonow An-124 eigens für den Huckepacktransport der Raumfähre Buran entwickeltes Einzelstück, wesentlich aufwendiger als das US-amerikanische Gegenstück Shuttle Carrier Aircraft, einem nur leicht modifizierten Jumbojet. Als das Buran-Programm Anfang der 1990er Jahre eingestellt wurde, wurde die sechsstrahlige Maschine eingemottet und diente später gelegentlich als Frachtflugzeug für besonders lange oder schwere Frachten. Sie hält den Rekord für das weltweit längste und schwerste eingesetzte Flugzeug, bei der Spannweite belegt sie Platz drei.
Die einzige flugfähige Antonow An-225 wurde beim russischen Überfall auf die Ukraine am 27. Februar 2022 auf ihrer Heimatbasis Hostomel in der Ukraine zerstört.

## Konstruktion als Außenlasttransporter für das Buran-/Energija-Programm

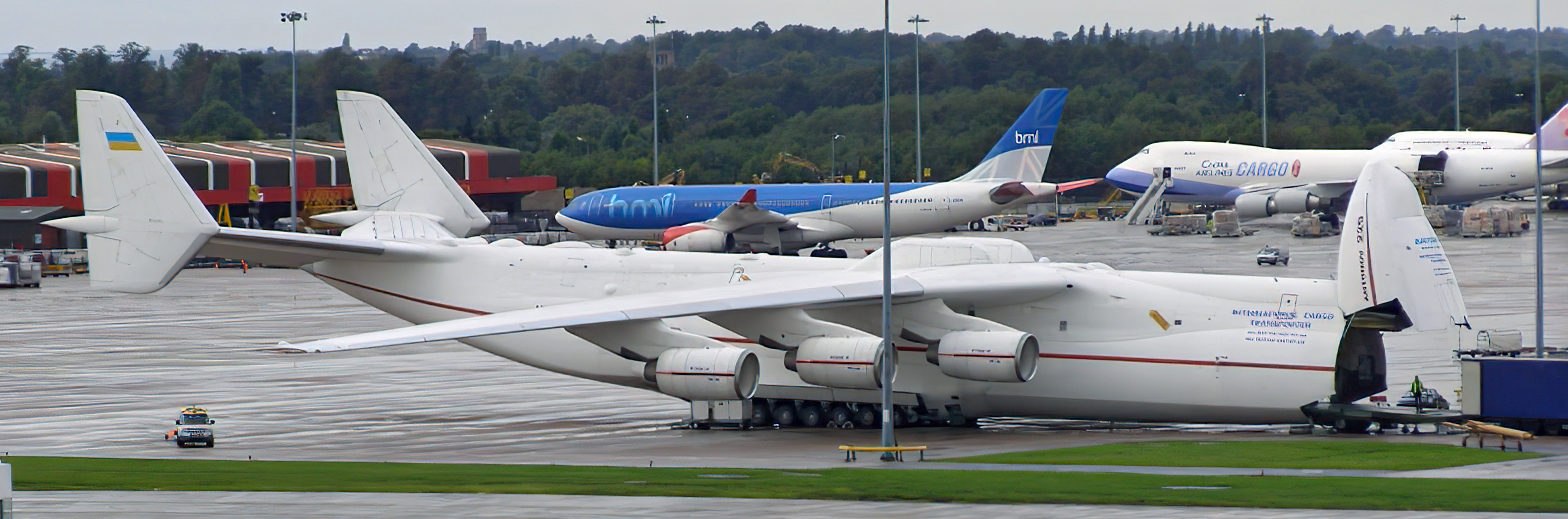
Be- oder Entladen, vorne abgesenkt, Bugspitze hochgeklappt, darunter Laderampe (Flughafen Manchester, 2006)

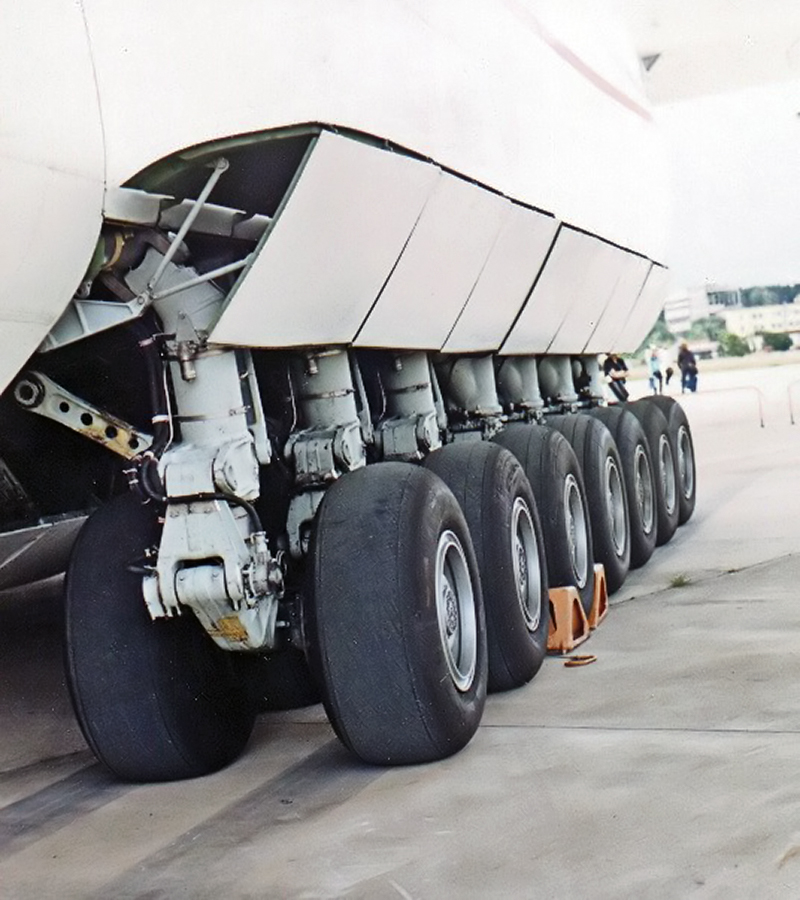
Linkes Hauptfahrwerk, Blick von vorne heckwärts, Unterlegkeile unter einem Rad der 3. Achse (ungelenkt)

Die An-225 wurde entwickelt, um die Mjassischtschew WM-T abzulösen und den Transport der Raumfähre des Buran-Programms und den Transport der Energija-Kernstufe als Außenlast effizienter durchzuführen. Die Mjassischtschew WM-T konnten aufgrund des begrenzten Nutzlastgewichts keine komplett fertig gebauten Raumfähren transportieren. Wie beim amerikanischen Space Shuttle auf dem Shuttle Carrier Aircraft Boeing 747-SCA war eine aerodynamische Verkleidung des Hecks des Shuttles nötig. Die Kernstufe der Energija-Rakete konnte nicht als Ganzes transportiert werden, sondern musste zwischen dem Sauerstoff- und dem Wasserstofftank in zwei Komponenten getrennt werden.
Mit der An-225 war es möglich, komplett fertig gebaute und raumflugfähige Raumfähren ohne aerodynamische Heckverkleidung oder die gesamte Energjia-Kernstufe als eine einzige Außenlast sowie die Booster der Energija im Frachtraum zu transportieren.
Auch sollte große Weltraumfracht wie Bauteile einer Raumstation in einem aerodynamischen und klimatisierten Container als Außenlast nach Baikonur transportiert werden.
Mit der An-225 sollten drei der insgesamt fünf geplanten Orbiter des Buran-Raumfährenprogramms vom Herstellerwerk via dem Flugplatz Schukowski zum Kosmodrom Baikonur gebracht werden. Eine weitere Aufgabe bestand darin, Raumfähren, die nach einer Weltraummission nicht in Baikonur landen, von den alternativen Landepisten wie Flughafen Simferopol oder Chorol zurück nach Baikonur zu transportieren. Diese Aufgaben waren identisch mit denen des Shuttle Carrier Aircrafts der NASA, das ausschließlich für den Transport der Space-Shuttle-Orbiter geeignet war, während der externe Treibstofftank des US-Shuttlesystems per Schiff nach Florida transportiert wurde.
Trotz all dieser Möglichkeiten hatte die An-225 nur die eine Buran-Raumfähre, die einmal in den Weltraum flog, für eine repräsentative Tour innerhalb der Sowjetunion und dem Besuch auf der Pariser Luftfahrtschau im Juni 1989 transportiert. Danach wurde die Buran in Baikonur wieder abgeladen.

### Besonderheiten
- Auch nach Ende des Buran-Projekts 1993 und Zerfall des Ostblocks waren die Befestigungspunkte für die Raumfähre als Außenlast weiterhin vorhanden und verkleidet als Höcker oben auf dem Rumpf zu erkennen.[5]
- In der oberen Kabine hinter dem Cockpit, die kleiner als bei der An-124 war, hatten 70 Personen Platz.
- Auf eine Heckrampe wie bei der An-124 wurde verzichtet. Im Bug befand sich eine ausklappbare Laderampe.[5] An der Laderaumdecke angebrachte Hebezeuge konnten bis zu 30 t tragen.[6] Große Lasten konnten mit Hilfe eines bordeigenen, bei Bedarf mitgeführten Rollen- und Schienensystems bewegt werden.
- Das Hauptfahrwerk hatte beidseitig jeweils sieben Zwillingsradsätze (statt fünf wie bei der An-124). Die hinteren vier waren lenkbar.
- Das Bugfahrwerk hatte zwei Fahrwerksbeine mit je zwei Rädern. Diese konnten auch bei stehendem Flugzeug teilweise eingezogen werden, wodurch der Flugzeugbug absank und zuletzt durch zwei in der Maschine eingebaute Hydraulikstempel am Boden abgestützt wurde. Da die Tür zum Flugzeug im unteren Teil des Vorderrumpfes eingebaut war, konnte es über eine ausgeklappte Treppe ohne Gangway bestiegen und verlassen werden. Das hochgelegene Cockpit wird über eine lange Leiter im Inneren der Maschine erreicht.
- Die an beiden Bugfahrwerken zu befestigende Spezial-Schleppstange für die Bewegung am Boden war mit 1,2 Tonnen Masse die schwerste in der Luftfahrt und wurde immer mitgeführt. Für einen Einsatz in Südamerika nahm die Besatzung sogar einen am Heimatflughafen stationierten Flugzeugschlepper mit, da die auf dem Flughafen Iquique vorhandenen Schlepper zu schwach waren.[7] Im Frachtraum wurden auch mehrere Reserveräder mitgeführt.
- Es war bei Antonov Airlines üblich, funktionsfähige Triebwerke eines vorübergehend nicht benötigten Flugzeugs zeitweise in einer anderen Maschine einzusetzen. Von den Lotarjow D-18-Triebwerken der An-225 haben die beiden innenliegenden Turbinen eine reine Antriebsfunktion und enthalten keine Zusatzaggregate wie Hydraulikpumpen oder Generatoren. Sie konnten auch in einer Antonow An-124 genutzt werden. Es dauerte weniger als einen Tag, ein solches ausgebautes Triebwerk wieder an der Mrija zu montieren.[8]
- Ein Flug erforderte zwei Piloten, zwei Bordingenieure, einen Navigator und einen Funker. Ein Projektleiter war für das Be- und Entladen sowie die sichere Unterbringung und Fixierung der Fracht im Flugzeug verantwortlich. 2018 gab es sechs Piloten, die die An-225 fliegen durften. Die Betreiberfirma und die Besatzungen legten wegen der Einzigartigkeit des Flugzeugs Wert darauf, möglichst viele Funktionen manuell zu steuern und möglichst wenig Computern zu überlassen.[5]

## Geschichte

### Entwicklung

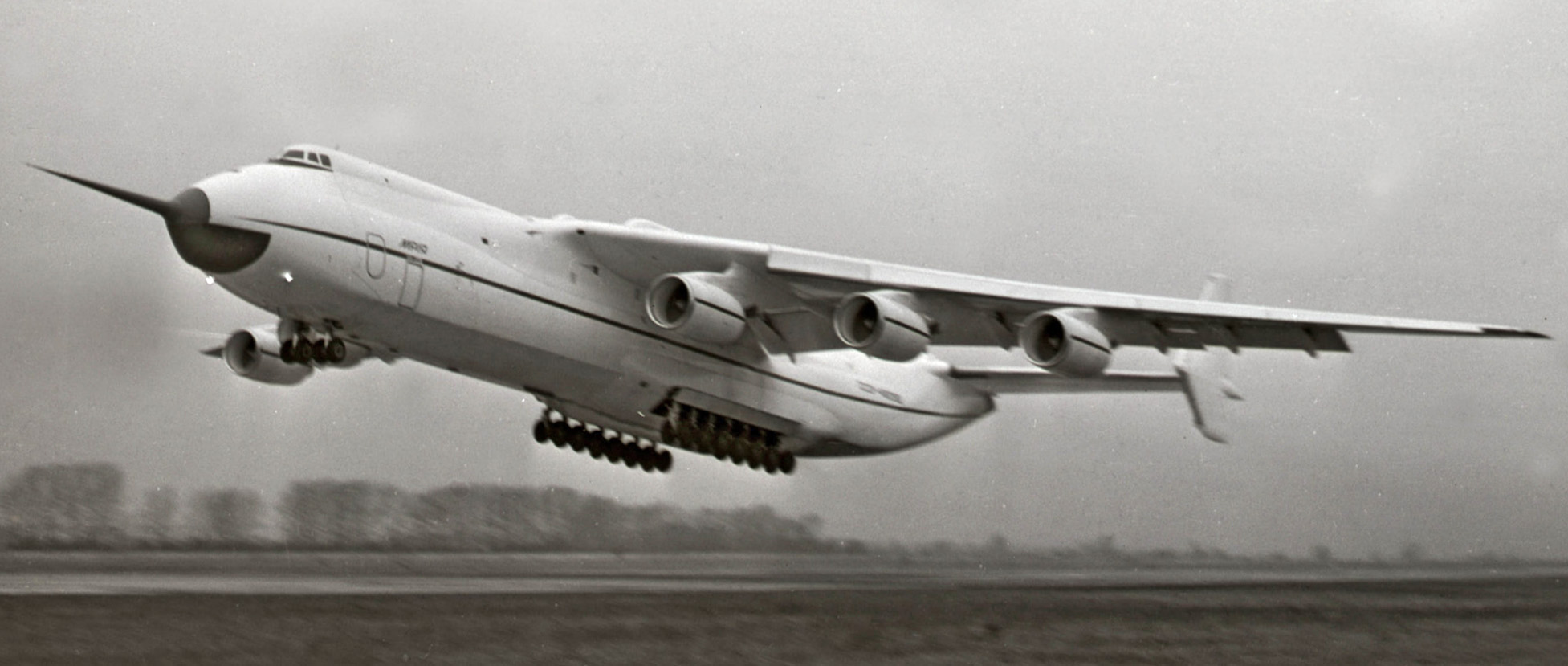
Erstflug am 21. Dezember 1988

Ursprünglich wurden drei Flugzeuge unter der Projektbezeichnung 402 mit der Option auf einen Anschlussauftrag über zwei weitere Maschinen und somit insgesamt fünf flugfähige An-225 bestellt. Sie wurden beim sowjetischen Konstruktionsbüro Antonow unter Führung des Chefingenieurs Petro Balabujew ab 1985 entwickelt und gebaut. 1987 wurden im Flugzeugwerk Nr. 84 in Taschkent sechs Tragflächenteile hergestellt und einzeln mit einer An-22 im Huckepackverfahren nach Kiew geflogen. Die erste der nun An-225 genannten Maschinen wurde 1988 fertiggestellt; die Fertigung des zweiten Exemplars wurde abgebrochen.

### Einsatz 1988–1994
Der Rollout der An-225 fand am 30. November 1988, der Erstflug am 21. Dezember 1988 statt. Im März 1989 stellte sie im Rahmen der Flugerprobung 106 von der FAI anerkannte Gewichts-, Strecken- und Höhenweltrekorde auf, darunter mit 506,8 Tonnen den für das höchste Fluggewicht. Im Mai 1989 begann die Flugerprobung mit der Raumfähre Buran (105 Tonnen Maximalgewicht). Im Juni 1989 wurde die Maschine mit der Buran auf dem Pariser Aérosalon zum ersten Mal im Westen gezeigt (Luftfahrzeugkennzeichen: SSSR-480182, ab Juni 1989 SSSR-82060, ab 1992 UR-82060).
Die An-225 war bis 1994 regelmäßig auf dem Moskauer Aerosalon und auch auf dem Aerosalon in Singapur zu Gast. Nach der Einstellung des Buran-Programms wurde sie im April 1994 zunächst außer Dienst gestellt.

### Einsatz 2001–2022

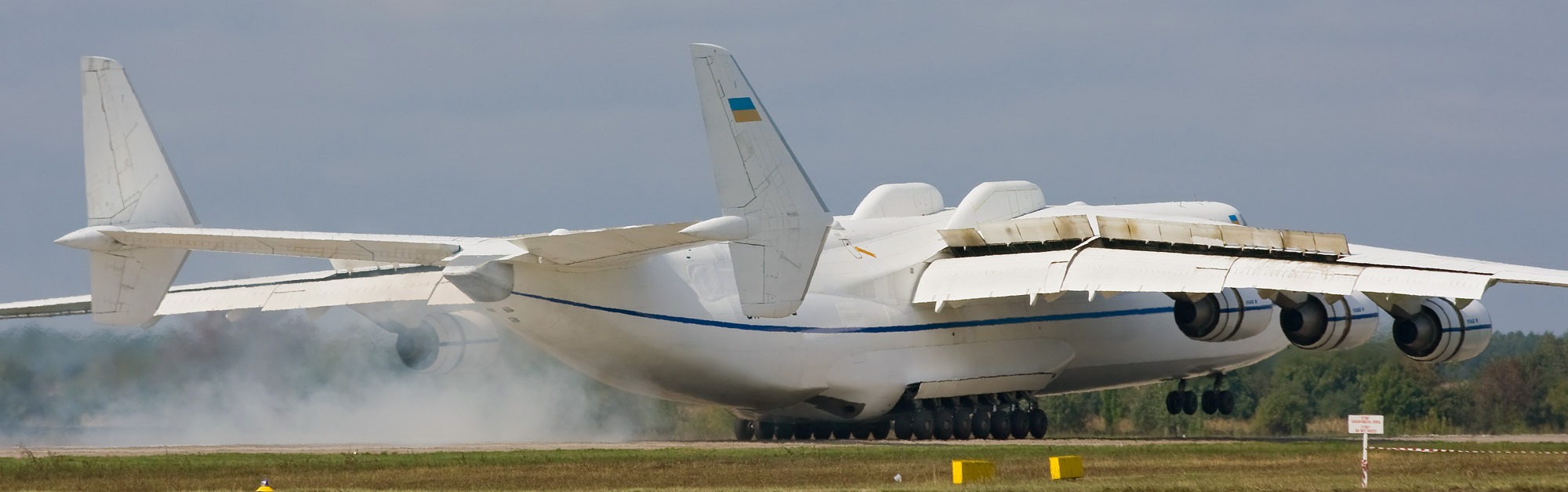
Ansicht beim Landen, Heck mit blauen Zierstreifen

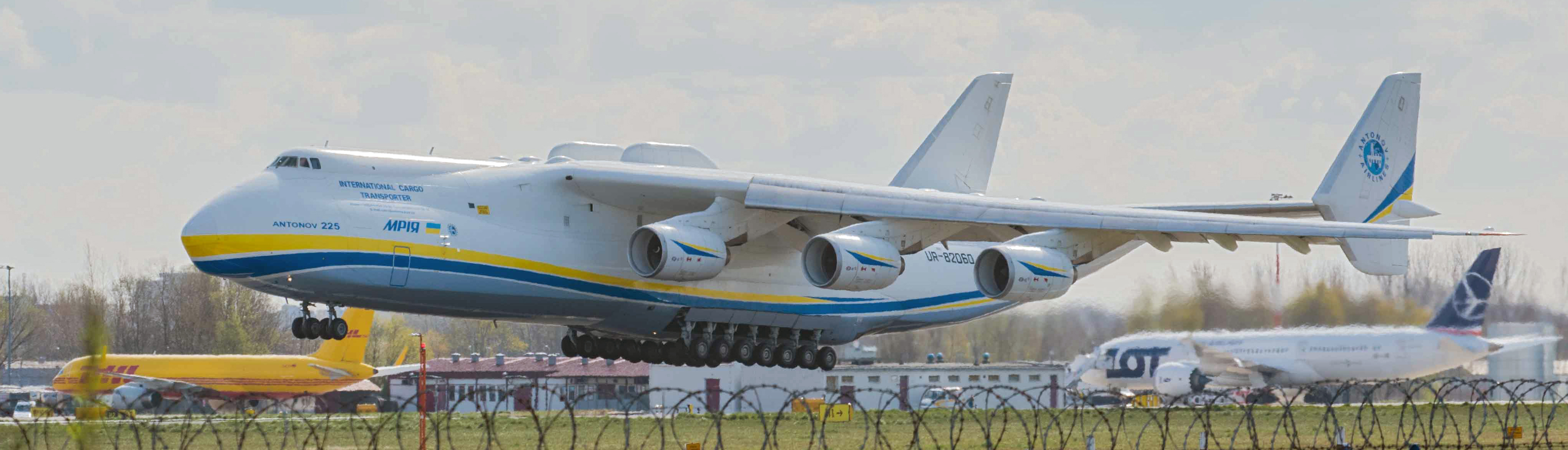
Landung in Warschau-Chopin, 14. April 2020

Als in der Ukraine und den anderen Staaten der ehemaligen Sowjetunion viele Betriebe privatisiert wurden, wurde die An-225 reaktiviert.
Am 7. Mai 2001 fand der zweite Erstflug in Kiew statt; im Juni 2001 kam sie wieder zum Pariser Aérosalon. Seit Dezember 2001 – nach dem Erhalt aller nötigen Zulassungen und dem Abschluss entsprechender Versicherungen für den internationalen Luftfrachtdienst – wurde das Flugzeug weltweit als Transportmittel für besondere Aufgaben von der ukrainischen Antonov Airlines im Charterverkehr betrieben.
Ab Herbst 2008 bekam die An-225 ein verändertes äußeres Farbschema. Der rote Zierstreifen wurde durch einen blauen ersetzt, wodurch das Erscheinungsbild der Maschine dem der von Antonov Airlines betriebenen An-124 angepasst wurde. Im August 2009 gab es eine erneute Änderung. Seitdem verlief in Anlehnung an die ukrainischen Landesfarben eine geschwungene blaue Linie unterhalb einer ebenfalls geschwungenen gelben Linie längs des Rumpfes.
Vom Erstflug 1988 bis 2012 hatte das Flugzeug über 1000 Starts und Landungen. Mit bis dahin nur rund 5000 Flugstunden hatte es noch lange nicht die vorgesehene Betriebszeit von 24.000 Stunden erreicht.
Der umfangreichste Einsatz war der Transport von zwölf je 150 Tonnen schweren Abhitzekesseln von Flughafen Iquique an der Pazifikküste über die Anden zum Flughafen Chimoré innerhalb von vier Wochen.
Die An-225 parkte, wenn sie sich nicht im Einsatz befand, auf dem Flughafen Kiew-Hostomel bei Kiew. Infolge der Spannungen zwischen der Ukraine und Russland ab 2014 stand sie monatelang still, weil benötigte, bisher aus Russland gelieferte Ersatzteile nun aus anderen Ländern beschafft werden mussten.
In den Jahren 2019 und 2020 wurde die Maschine über 18 Monate hinweg generalüberholt und erhielt dabei ein neues Steuerungsprogramm für die sechs D-18T-Triebwerke. Ende März 2020 absolvierte sie erfolgreich einen zweistündigen sowie einen kürzeren Testflug.
Der erste kommerzielle Flug nach über einjähriger Pause startete am 11. April 2020 von Kiew nach Tianjin in der Volksrepublik China. Mit einem Tankstopp in Almaty in Kasachstan flog sie am 12. April weiter über die Mongolei und die Wüste Gobi zum Flughafen Tianjin der Hafenstadt südöstlich von Peking. Dort wurde die Maschine mit der Flugnummer ADB354F kurz nach 23:00 Uhr Ortszeit erwartet und „mit medizinischer Ausrüstung“ zur Bekämpfung der COVID-19-Pandemie in Europa beladen. Von Tianjin flog die An-225 anschließend nach Polen. Am Dienstag, den 14. April landete sie auf dem Chopin-Flughafen Warschau der polnischen Hauptstadt Warschau mit schätzungsweise sieben Millionen Masken, mehreren hunderttausend Overalls und mehreren hunderttausend Helmen.

### Zerstörung im Russisch-Ukrainischen Krieg 2022

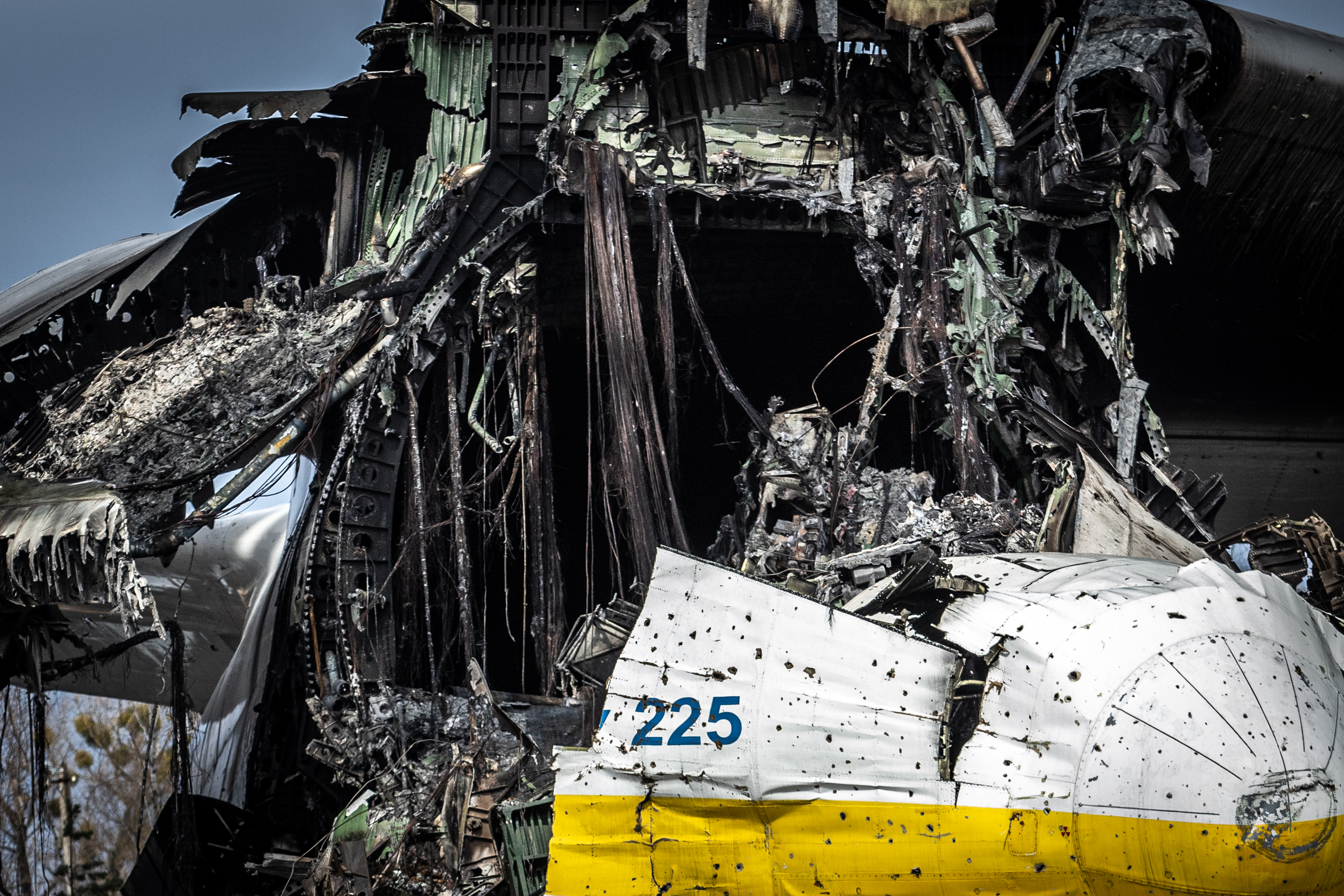
Flügelkasten und Frontpartie nach dem Brand

Der letzte Transportauftrag der Antonow An-225 führte am 3. und 4. Februar 2022 von China über Bishkek zum Flughafen Billund (Dänemark), ihr letzter Flug von dort am 5. Februar 2022 zum Flughafen Kiew-Hostomel. Da das Flugzeug in nächster Zeit nicht gebraucht worden wäre, baute man das rechte innere Triebwerk ab dem 6. Februar aus, um es vorübergehend in einer An-124 einzusetzen. Am Abend des 23. Februar 2022 war das Triebwerk wieder an der An-225 montiert und die betriebsfähige Maschine mit 70 t Treibstoff befüllt, was für einen Flug bis Leipzig gereicht hätte. Obwohl eine einsatzbereite Besatzung bereitgestanden haben soll, blieb das Flugzeug am Boden. Ab dem 24. Februar 2022, dem Tag des russischen Überfalls auf die Ukraine, versuchten die Streitkräfte Russlands in mehreren Wellen, den Flughafen mit Luftlandetruppen einzunehmen. Der Hangar mit der betankten An-225 geriet dabei am 27. Februar durch einen Luftangriff in Brand.

#### Schadensbild und Nutzung des Wracks

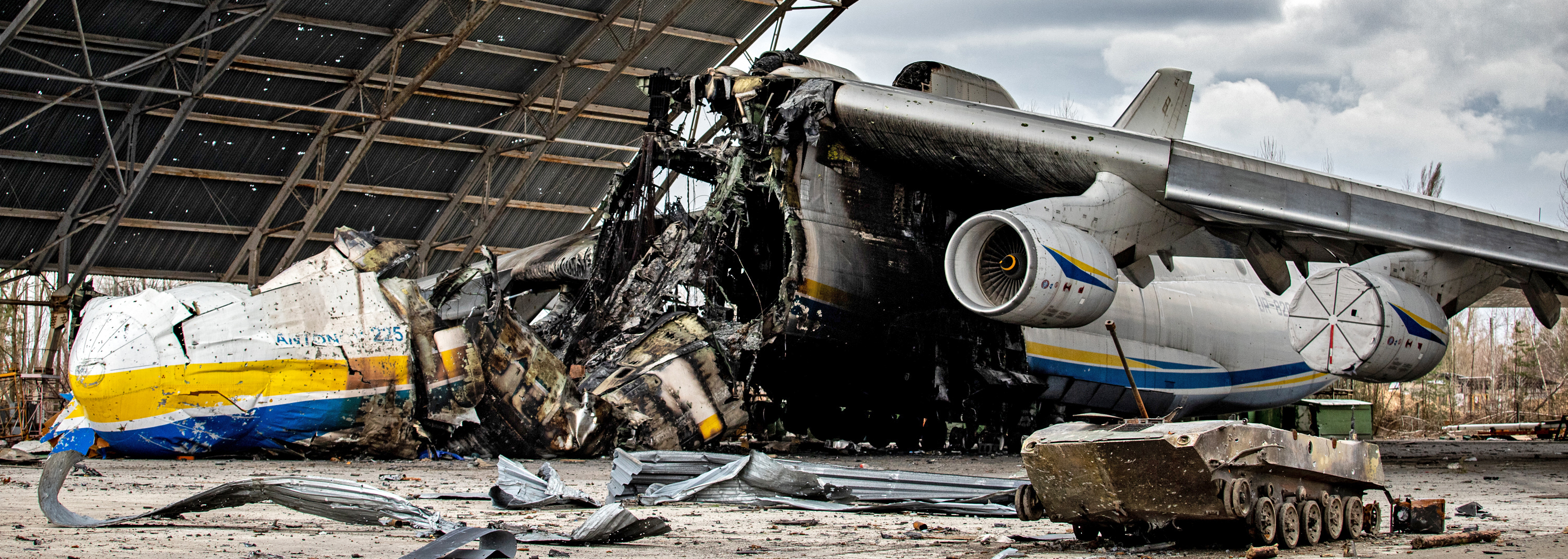
Ausgebranntes Wrack am 8. April 2022

Ukroboronprom teilte zunächst mit, dass die Wiederherstellung schätzungsweise drei Milliarden US-Dollar kosten und mindestens fünf Jahre dauern würde. Nach der Vertreibung der russischen Truppen besichtigte Pilot Dmytro Antonow, der die Maschine beim letzten Einsatz Anfang Februar 2022 gesteuert hatte, Anfang April 2022 das Wrack. Seiner Einschätzung nach ist der Schaden irreparabel: Die Frontpartie ist bis weit in den Flügelkasten hinein komplett verbrannt, die drei rechten Triebwerke und die vorderen Radsätze des Hauptfahrwerks sind schwer beschädigt. Das Wrack weist zahlreiche Einschusslöcher auf und die rechte Tragfläche ist in der Nähe des Rumpfes gebrochen. Einzig das Heckleitwerk könnte möglicherweise wiederverwendet werden. Ein genaueres Schadensbild sollte durch Experten festgestellt werden. Der völlig zertrümmerte vordere, bis zum Flügelansatz reichende Teil des Flugzeuges wurde am 26. Mai 2022 mit zwei Schleppfahrzeugen aus dem Hangar geschleift, um diesen zu beräumen, das Wrackteil zu entsorgen bzw. zu verwerten und den von den russischen Truppen angerichteten Schaden zu dokumentieren.
Die drei intakten Triebwerke der Backbord-Tragfläche waren im Frühjahr 2023 abmontiert. Zwei der drei Triebwerke setzte man dann an An-124-Flugzeugen ein. Für den angedachten Fertigbau der unvollendeten Schwestermaschine könnten die weitgehend intakte Ausrüstung im Frachtraum, der Großteil des Hauptfahrwerks sowie Elemente der Flügelmechanik verwendet werden.

#### Personelle Konsequenzen
Aufgrund einer Untersuchung zum Verlust des Flugzeugs musste Antonow-Chef Sergei Bytschkow Ende März 2022 seinen Posten aufgeben. Ihm wurde vorgeworfen, Warnungen über die bevorstehende Gefahr für das Flugzeug fahrlässig ignoriert und auch keine rechtzeitige Entscheidung getroffen zu haben, es in Sicherheit bringen zu lassen.
Im März 2023 wurden der ehemalige Direktor des Flugzeugherstellers Antonow und der Chef des Sicherheitsdienstes der Firma verhaftet. Nach einem stellvertretenden Direktor lief eine Suche. Die drei Männer hätten im Januar und Februar 2022 dem Militär verboten, das Flugzeug mit Befestigungen zu schützen, und so dem Feind geholfen, eines der Symbole der Ukraine zu zerstören.
Im April 2023 klagte die ukrainische Staatsanwaltschaft Bytschkow wegen „offizieller Fahrlässigkeit“ an, weil er es versäumt habe, die An-225 vor der russischen Invasion nach Leipzig ausfliegen zu lassen. Diese sei am Vorabend des russischen Überfalls für einen solchen Evakuierungsflug betriebsbereit gewesen. Der Ukraine sei durch dieses Versäumnis ein Schaden von 8,4 Milliarden Hrywnja entstanden.

### Pläne für eine zweite An-225

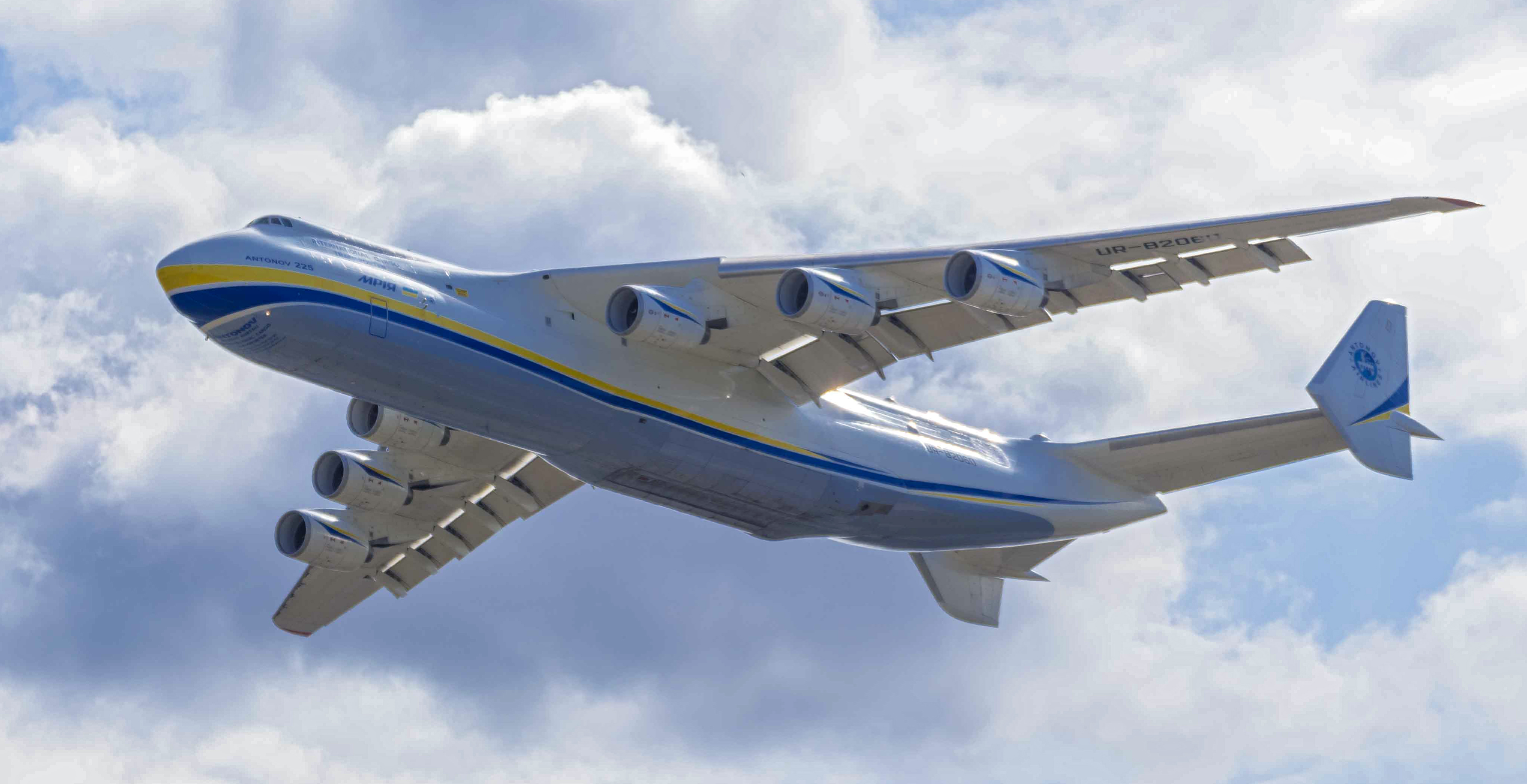
Überflug des Chopin-Flughafens in Warschau, 14. April 2020

Der Bau der zweiten Maschine, deren Zelle zunächst für statische Belastungstests verwendet wurde, wurde schleppend betrieben und nie beendet. Immer wieder gab es Bestrebungen, die unvollendete Maschine fertigzustellen oder gar eine dritte Maschine anzufertigen: 1998 für das Frachtcharterunternehmen Air Foyle, die Kosten wurden damals auf 160 Millionen US-Dollar geschätzt. Danach gab es Überlegungen zum Transport von Teilen der Delta- oder Atlas-Trägerraketen oder von Flugzeugrumpfsektionen. Anfang der 2000er Jahre kündigte der damalige ukrainische Verkehrsminister Nikolai Rudkowski die Fertigstellung der zweiten Maschine bis Mitte 2008 an. Ungefähr 2004 gab man das Vorhaben auf, Fotos aus dieser Zeit zeigen den Bau in sehr rudimentärem Zustand. 2012 äußerte der Generaldirektor von Antonov Airlines, dass es mangels Nachfrage nicht zur Montage des zweiten Flugzeuges kommen werde. Im Jahr 2016 gab Antonow alle Rechte an der An-225 an Aerospace Industry Corporation of China ab, die angefangene An-225 hätte fertiggebaut und weitere Flugzeuge ab 2019 ausgeliefert werden sollen. Im Jahr 2018 hieß es aus China, man habe statt der An-225 ein grundlegend überarbeitetes eigenes Flugzeug entwickelt, welches in China statt in Kiew in Serie gebaut werden solle. Im November 2022 gab es Überlegungen von Oleksij Makejew, die zweite Maschine unter Verwendung von Wrackteilen der ersten in Deutschland herzustellen. Die unfertige Maschine ist seit 1994 im Kiewer Antonow-Werk eingelagert (Stand: Juni 2022).

### Weiterentwicklung
Eine vergrößerte und verbesserte Version mit acht Triebwerken und dem Namen An-325 war in Planung, wurde aber nicht realisiert.

## Guinness-Buch der Rekorde

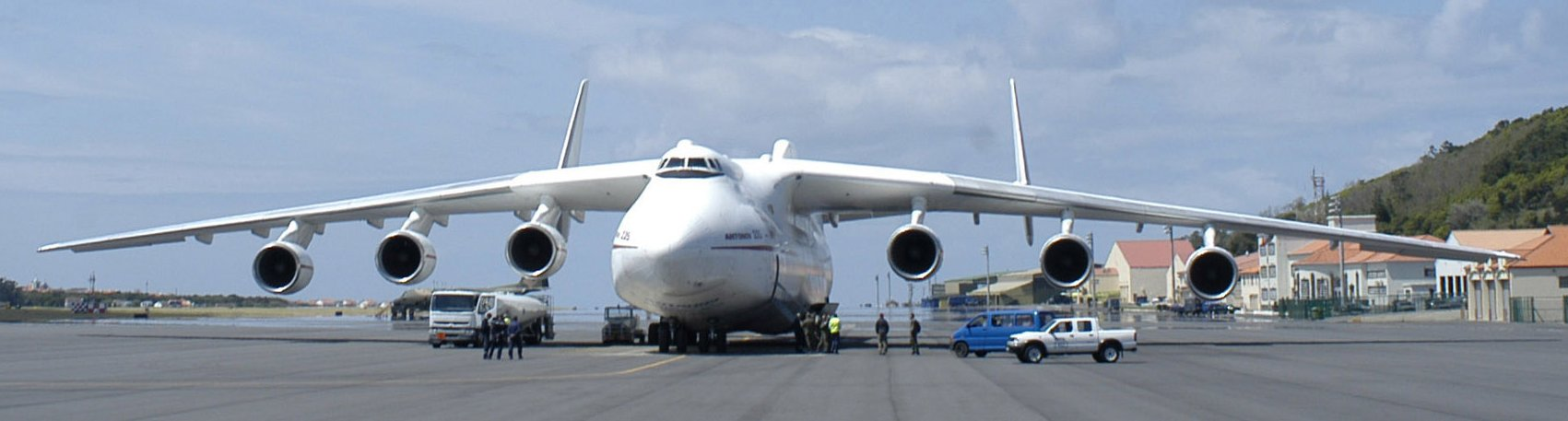
Frontansicht der An-225, Militärflugplatz Lajes, April 2004

Die An-225 hält folgende Rekorde für die schwerste transportierte Luftfracht in einem Flugzeug:
- Ölpipeline-Ausrüstung mit einem Gewicht von 247 Tonnen auf einem Flug von Prag nach Taschkent am 16. Juni 2004.[34]
- Das schwerste einzelne Frachtstück war ein 187 Tonnen[6] schwerer Generator für ein Gaskraftwerk, der am 11. August 2009 mit der An-225 vom Flughafen Frankfurt-Hahn nach Armenien transportiert wurde.[35][36] Dieser Flug erhielt ebenfalls eine Eintragung im Guinness-Buch der Rekorde.
- Beim Flug vom Flughafen Tianjin mit Ankunft in Warschau am 14. April 2020 wurde mit rund 1000 Kubikmeter Frachtvolumen an medizinischer Ausrüstung so viel Fracht in einem Flugzeug transportiert wie nie zuvor. Der Rekord wurde am 19. April 2020 in Frankreich zum ersten Mal wiederholt und am 23. April in ihrer Heimatstadt Kiew zum zweiten Mal. Während der COVID-19-Pandemie fanden zahlreiche ähnliche Transporte statt.[37]

## Technische Daten

Dreiseitenriss (rot dargestellt Nutzlasten wie MAKS und Treibstofftank)

| Kenngrößen              | Daten                                                                                  |
| ----------------------- | -------------------------------------------------------------------------------------- |
| Besatzung               | 7 Personen, davon 6 im Cockpit                                                         |
| Länge                   | 84 m                                                                                   |
| Flügelspannweite        | 88,4 m                                                                                 |
| Spannweite Heckleitwerk | 32,65 m                                                                                |
| Flügelfläche            | 905 m²                                                                                 |
| Flügelstreckung         | 8,63                                                                                   |
| Tragflächenbelastung    | minimal (Leermasse): 193 kg/m² maximal (max. Startmasse): 663 kg/m²                    |
| Höhe                    | 18,1 m                                                                                 |
| Frachtraumabmessung     | Länge: 43,3 m Breite: 6,4 m Höhe: 4,4 m                                                |
| Frachtraumvolumen       | 1220 m³                                                                                |
| Leermasse               | ca. 285 t                                                                              |
| max. Startmasse         | ca. 640 t                                                                              |
| max. Zuladung           | intern/extern: 250 t                                                                   |
| Höchstgeschwindigkeit   | 850 km/h                                                                               |
| Dienstgipfelhöhe        | 11.000 m                                                                               |
| Reichweite              | ohne Zuladung: 15.400 km mit 200 t Zuladung: 4.500 km mit maximaler Zuladung: 2.500 km |
| Startweg                | mit maximaler Zuladung: 3500 m                                                         |
| Triebwerke              | 6 Mantelstromtriebwerke ZMKB Lotarjow D-18T mit je 229,85 kN Schub                     |
| Luftfahrzeugkennzeichen | UR-82060                                                                               |

## Rezeption
Zum ersten Jahrestag der Zerstörung der Antonow An-225 auf dem Flughafen Kiew-Hostomel am 24. Februar 2022, dem Tag des russischen Überfalls auf die Ukraine, kündigte Microsoft an, eine digitale Version der An-225 für den Microsoft Flight Simulator für 20 US-Dollar anzubieten. Der gesamte Erlös aus dem Verkauf solle an den ukrainischen Konzern Antonow gehen und für den Wiederaufbau des Flugzeugs zur Verfügung stehen.

## Siehe auch

Vergleich der Antonow An-225 mit anderen Großflugzeugen:
,,,,